# Харніодиск
Харніодіск (Charniodiscus) — вимерлий рід організмів едіакарської біоти. Ймовірно, прикріплена фільтруюча тварина з органом прикріплення, що нагадує цибулину з гнучким стеблом. Листоподібне розширення сегментоване із загостреним кінцем. Існували дві форми дорослих особин: з коротким стеблом і широким потовщенням або з довгим (до 50 см) стеблом і відносно невеликим потовщенням. Попри те, що харніодиски зовні нагадують сучасне морське пір'я (кнідарії), вони навіть приблизно не належать до жодного з сучасних типів тварин.
Скам'янілості харніодисків вперше були виявлені в 1958 році у Великій Британії на височині Чарнвуд-Форест (Charnwood Forest) англійським палеонтологом Тревором Д. Фордом (Trevor D. Ford). Назва організму (Charniodiscus concentricus), не відповідає його справжній будові, пояснюється тим, що Форд спочатку описав слід органу прикріплення, що являв собою подвійне концентричне коло. Листоподібне потовщення було виявлено пізніше при співставленні різних відбитків.

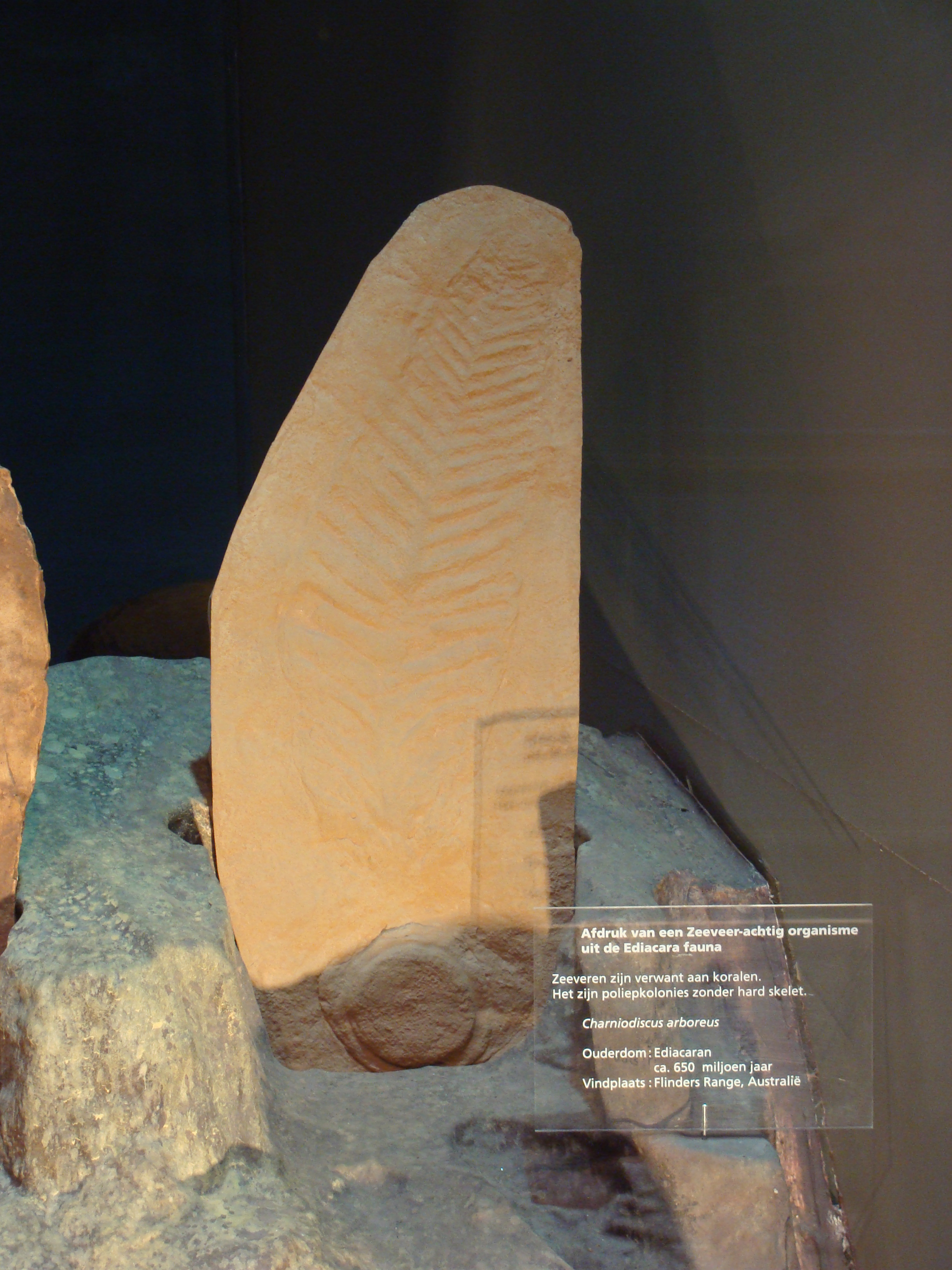
Charniodiscus arboreus

Скам'янілості харніодиска відомі в різних частинах світу в часовому інтервалі 565—555 млн років тому.
Різні види харніодисків різняться за кількістю сегментів, наявністю або відсутністю периферичного гребеня, пропорціями тіла.

## Види
- Charniodiscus arboreus
- Charniodiscus concentricus (типовий вид)
- Charniodiscus oppositus
- Charniodiscus procerus
- Charniodiscus spinosus